# Kuća na stijeni i kuća na pijesku
Kuća na stijeni i kuća na pijesku jedna je od Isusovih prispodoba, zabilježena u evanđeljima po Mateju i Luki.
Ova prispodoba naglašava potrebu da se Isusovo učenje provede u praksi, o prednosti djela naspram riječi i govori o "razlici između dvije vrste ljudi čija se srca otkrivaju njihovim djelima."
```
"Tko god dolazi k meni te sluša moje riječi i vrši ih, pokazat ću vam kome je sličan: sličan je čovjeku koji gradi kuću pa iskopa u dubinu i postavi temelj na kamen. A kad bude poplava, nahrupi bujica na tu kuću, ali je ne može uzdrmati jer je dobro sagrađena. A koji čuje i ne izvrši, sličan je čovjeku koji sagradi kuću na tlu bez temelja; nahrupi na nju bujica i umah se sruši te bude od te kuće razvalina velika." (Lk 6,47-49)
[
2
]
```

```
"Stoga, tko god sluša ove moje riječi i izvršava ih, bit će kao mudar čovjek koji sagradi kuću na stijeni. Zapljušti kiša, navale bujice, duhnu vjetrovi i sruše se na tu kuću, ali ona ne pada. Jer - utemeljena je na stijeni." "Naprotiv, tko god sluša ove moje riječi, a ne vrši ih, bit će kao lud čovjek koji sagradi kuću na pijesku. Zapljušti kiša, navale bujice, duhnu vjetrovi i sruše se na tu kuću i ona se sruši. I bijaše to ruševina velika." (Mt 7,24-27)
```

Matejeva inačica priče ima "složeniju narativnu strukturu" jer spominje kišu, vjetar i poplavu, za razliku od Luke koji spominje samo poplavu. Ove sile prirode obično se tumače etički, kao životna iskušenja kojima je moguće oduprijeti se zasnivanjem života na Kristovom učenju, ali se također mogu tumačiti i eshatološki, kao dolazak smaka svijeta.
Uobičajeno tumačenje prispodobe datira još od sv. Ivana Zlatoustoga (oko 347. – 407.), koji u svojoj 24. homiliji komentira Mateja. On smatra da su pod "kišom", "poplavom" i "vjetrom" metaforički izražene nesreće i žalosti koje snalaze čovjeka; kao što su lažne optužbe, zavjere, smrti, gubici prijatelja, neprijatnosti od neznanaca, i sve nedaće u životu kojih se možemo sjetiti. Međutim, onaj tko se drži Kristovog učenja nalazi se "iznad svih valova ljudskih poslova" i ne samo da mu ljudske pakosti ništa ne mogu, već je zaštićen i od đavoljih napada.